# Сургуч

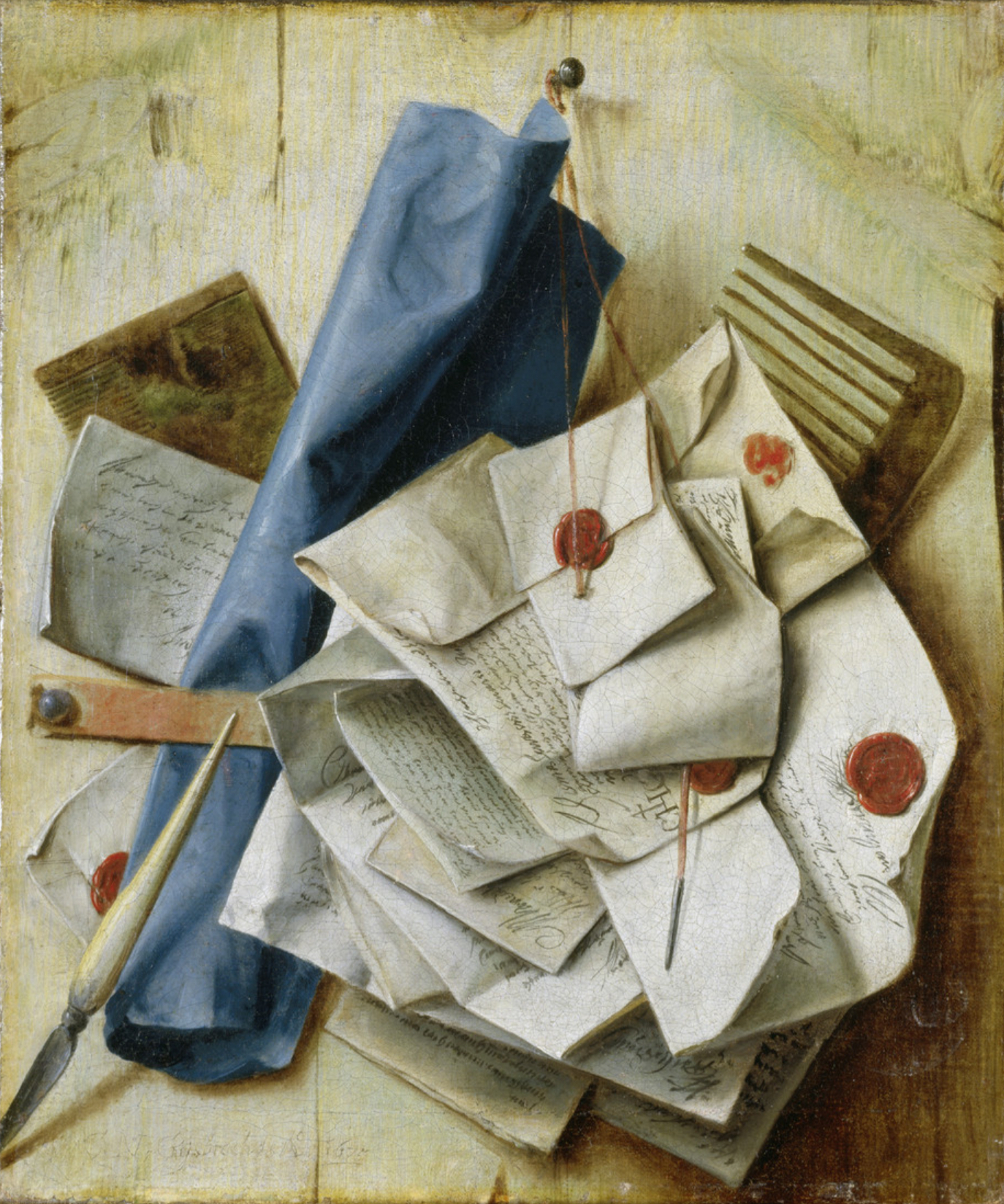
Листи, скріплені сургучевою печаткою, на картині Корнеліса Норбертуса Гейсбрехтса, 1665)

Сургу́ч — забарвлена плавка суміш, що складається із твердих смол та наповнювачів, яку застосовують для нанесення рельєфних печаток на поштові відправлення (листи, пакети, бандеролі, посилки тощо).

## Етимологія
Українське слово «сургуч», очевидно, має тюркську етимологію (пор. азерб., тат. і туркм. сурғуч), його порівнюють також з тат. сөрткеч («помазок для змащування сковороди») — від сөртү («витирати»).
У багатьох європейських мовах (в тому числі англійській, німецькій, французькій, італійській та інших) слово, що означає сургуч, дослівно перекладається як «віск для запечатування»: наприклад, англ. sealing wax, нім. Siegelwachs («сургуч, виготовлений за старим рецептом»), нім. Siegellack («іспанський віск»), фр. cire à cacheter, італ. ceralacca.

## Історія

На задньому плані подарованого портрету роботи Петруса Крістуса зображена велика кольорова гравюра, прикріплена до стіни сургучем (бл. 1455, Національна галерея мистецтва, Вашингтон)

Сургуч являє собою за звичайної температури тверду різного кольору масу, що плавиться за порівняно невеликого нагрівання й у рідкому чи напіврідкому стані здатну склеювати. Сургуч — винахід індійський і став відомий у Європі у Середньовіччя, куди перейшов, ймовірно, з Іспанії, як показує його рання французька назва (фр. cire d’Espagne).
Первинно сургуч використовувався для запечатування так званих «закритих листів», а пізніше (приблизно з XVI століття) й конвертів. В Російській імперії сургучеві печатки стали вживатись з кінця XVII століття. Сургуч також застосовували для створення враження скріплення печаткою важливих документів або для герметичного ущільнення посудин, наприклад, для ущільнення клапанів кларнета. Хоча тепер сургуч використовується в основному з декоративною метою, раніше він застосовувався для того, щоб гарантувати справжність вмісту конверту.
Незважаючи на відмінності у рецептах сургучу, всіх їх можна розділити на ті, що існували до, й ті, що з'явились після початку торгівлі з Ост-Індією. У Середньовіччя його зазвичай виготовляли з бджолиного воску, який розплавляли, змішуючи з «венеційським терпентином», зеленкувато-жовтим смолистим екстрактом кипарису. З самого початку сургуч виходив безбарвним, у пізніші часи йому часто надавали червоного забарвлення за допомогою кіноварі. Як барвник іноді використовували ялинову живицю й ауріпігмент.
У XVI столітті португальці привезли новий рецепт сургучу з Ост-Індії. Тому сургуч у ті часи часто називали «іспанським воском». За новим рецептом сургуч стали виготовляти із суміші (у різних пропорціях) шелаку, терпентину, бензойної смоли, стираксової олії, толуанського бальзаму, каніфолі, крейди або гіпсу, а також барвника (часто тієї ж кіноварі чи свинцевого сурику), але необов'язково із додаванням воску. Частка крейди коливалась: грубіший сургуч використовувався для запечатування винних пляшок і варення, дрібніший — для запечатування документів. Додавання крейди чи цинкових білил було також необхідним для того, щоб сургуч не надто швидко капав.
Первинно сургуч робили червоним (за рахунок вищезгаданих кіноварі й сурику або червоного окису заліза), але згодом він міг бути й чорним (завдяки додаванню лампової сажі або паленої слонової кістки), зеленим (за рахунок ярь-мідянки) або жовтим (за рахунок хромового жовтого). Іноді, як це, наприклад, практикувалось Британською монархією, різним типам документів надавались різні кольори печаток.
Нещодавно пошта вирішила відмовитись від використання сургучу під час запечатування кореспонденції та замінити його на сучасні засоби захисту поштових відправлень. Причинами такої відмови є:
- неефективність і навіть небезпека застосування цього матеріалу із введенням автоматизованих сортувальних центрів,
- ризик виробничих травм (опіків) і отруєння шкідливими речовинами, що виділяються під час нагрівання сургучу,
- додаткові витрати на електроенергію для підтримання необхідного температурного режиму в сургучницях, пристроях витяжок для відводу запаху розігрітого сургучу, а також утилізацію використаних сургучевих печаток.[3]

## Склад
Сургуч взагалі є сумішшю твердих смол, до якої додаються терпентин, леткі олії, бальзами й різні фарбуючі речовини. Добрий сургуч має бути гладким, блискучим й не ламким, має витримувати, не втрачаючи твердості, найвищу літню температуру, під час запалювання не має давати багато диму та неприємного запаху й робитись надто рідким (не має капати). На зламі добрий сургуч має бути гладким і не надто матовим. Печатка, зроблена сургучем, не має змінювати первинного кольору й не має втрачати глянцю.
Матеріалами для сургучного виробництва слугують головним чином шелак і терпентин, до яких додаються: мастика, сандарак, росний ладан (для найкращих сортів), каніфоль та кам'яновугільна смола (для простих), толуанський та перуанський бальзами, а також ефірні олії (гвоздична, лавандова тощо) — для пригнічення неприємного запаху смоли, що горить, різні мінеральні речовини індиферентного характеру (крейда, гіпс, тяжкий шпат, магнезія, цинкові білила тощо), які слугують для збільшення виходу сургучевої маси й для надання їй густоплавкості.
Шелак під час виготовлення дорогих сортів сургучу має бути попередньо позбавлений кольору видаленням з його складу червоно-коричневої фарбуючої речовини, яка б шкідливо впливала на світлі й ніжні кольори. Шелак позбавляється кольору трьома способами:
1. пропусканням спиртового розчину через кісне вугілля;
2. дією хлорного вапна на спиртовий розчин шелаку (½ — 1 година на світлі);
3. дією хлорного вапна на розчин шелаку в соді (24—48 годин).

В обох останніх випадах шелак виділяється з розчину осадженням соляною кислотою, після чого промивається до зникнення кислої реакції й висушується. Білений шелак дає шовковисту, блискучу луску жовтуватого кольору.
Терпентин найкраще застосовувати венеційський; він часто заміняється каніфоллю зі скипидаром, причому ці речовини не мають містити частинок дерева.
Для кольорових сургучів застосовуються такі фарби:
1. червоні — кіновар, свинцевий сурик, осаджений та прокалений окис заліза тощо;
2. жовті — хромова жовта, кассельська жовта, вохра тощо;
3. зелені — зелений ультрамарин, хромова зелень тощо;
4. сині — берлінська лазур, кобальтовий ультрамарин;
5. коричневі — різні умбри;
6. чорна — сажа;
7. білі — крейда, гіпс, вуглекисла магнезія, цинкові, баритові й вісмутові білила тощо.

## Приготування
Під час розплавлення сургучевої маси турбуються перед усім про те, щоб маса ця не перегрівалась і плавилась за можливо низької температури, для чого влаштовуються спеціальні печі, у яких плавильні залізні емальовані котелки нагріваються на піщаних банях гарячим повітрям. Перед усім розплавляють шелак, додають потім послідовно терпентин, індиферентні мінеральні речовини й фарби, весь час ретельно перемішуючи дерев'яною лопаточкою. Пахучі й летючі речовини додають під кінець перед формуванням сургучних паличок. Коли маса стає однорідною, беруть пробу та досліджують її на колір, злам тощо. Якщо маса готова, то вона розливається у форми, що складаються з чотирикутних латунних плит, уздовж яких вирізані відповідної форми канали (зверху на 2 мм ширше, ніж знизу). Довжина каналів удвічі більша за довжину нормальних сургучних паличок; для круглих і овальних паличок робляться розборні форми. Зазвичай не радять охолоджувати форми холодною водою для швидкого охолодження вилитого сургучу, оскільки останній стає від цього крихким і ламким.
Якщо паличку необхідно бронзувати, то форма попередньо посипається бронзовим порошком. Якщо форма гравійована, то гравійовані місця слід злегка змастити скипидаром, щоб паличка вийнялась легко, що зазвичай відбувається, якщо форма зроблена чисто. Після формування сургучні палички піддаються ще поліруванню (для надання блиску й глянцю) і штемпелюванню. Для цього палички вносяться на короткий час (достатній для розплавлення їх тільки з поверхні) до спеціальної печі, після чого штемпелюються та розрізаються навпіл. Якщо потрібно палички золотити чи сріблити, то потрібні місця змащуються міцним спиртом за допомогою пензля, після чого накладаються металеві листки, що міцно пристають.

## Рецепти
З числа багатьох рецептів для приготування сургучу Енциклопедичний словник Брокгауза і Єфрона вказує для прикладу такі:

1. Червоний сургуч
вищий сорт: шелак — 120 частин, терпентин — 80, кіновар — 90, скипидар — 20, магнезія — 30;
поштовий сургуч: шелак — 20, каніфоль — 80, терпентин — 50, скипидар — 5, крейда — 30, гіпс — 5, сурик — 60;
сургуч для пакетів: каніфоль — 200, соснова смола — 100, терпентин — 50, крейда — 75, скипидар — 3, забарвлюється умброю чи болюсом.
2. Жовтий сургуч
шелак — 76, терпентин — 85, соснова смола — 45, магнезія — 18, жовта хромова фарба — 25.
3. Зелений сургуч
шелак — 70, терпентин — 80, соснова смола — 40, магнезія — 15, берлінська лазур і жовтий крон — 25.
4. Синій сургуч
шелак — 70, терпентин — 60, соснова смола — 35, магнезія — 10, крейда — 20, ультрамарин — 20—25 частин.
5. Коричневий сургуч
шелак — 70, терпентин — 60, соснова смола — 40, гіпс — 20, крейда — 20.
6. Чорний сургуч
шелак — 50, терпентин — 90, соснова смола — 65, крейда — 40, сажа — 12.
7. Білий (прозорий) сургуч
знебарвлений шелак — 30, густий терпентин — 40, мастика — 50, білила баритові — 30.
8. Восковий сургуч
білий віск — 50, терпентин — 15, кіновар — 10, гліцерин — 5.

## Колір
Нині є багатий спектр синтетично отриманих кольорів, але в основному досі застосовуються такі сургучі:
- коричневий (поштовий) — сургуч для запечатування паперово-картонної продукції,
- червоний,
- синій,
- жовтий,
- зелений.

## Використання

Приклади застосування сургучу
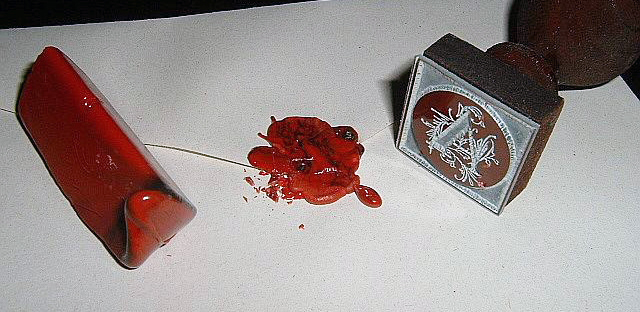
Формований кусок сургучу, печатка і процес накладення сургучу на клапан конверту
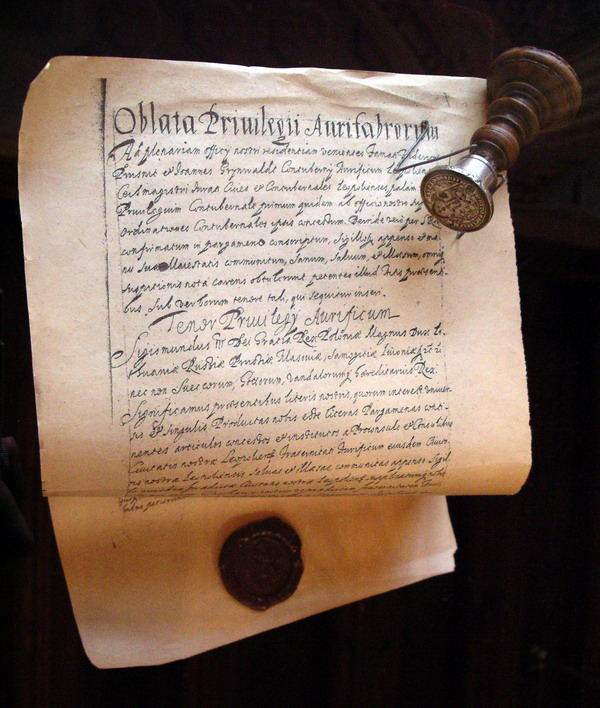
Копія скріпленої сургучем грамоти, даної польським королем Сигізмундом ІІІ цеху львівських ювелірів у 1600 році, й оригінальна срібна печатка цеху (зберігається у Львівському історичному музеї)
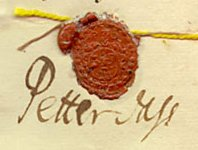
Сургучева печатка й підпис норвезького поета Петтера Дасса (1701)
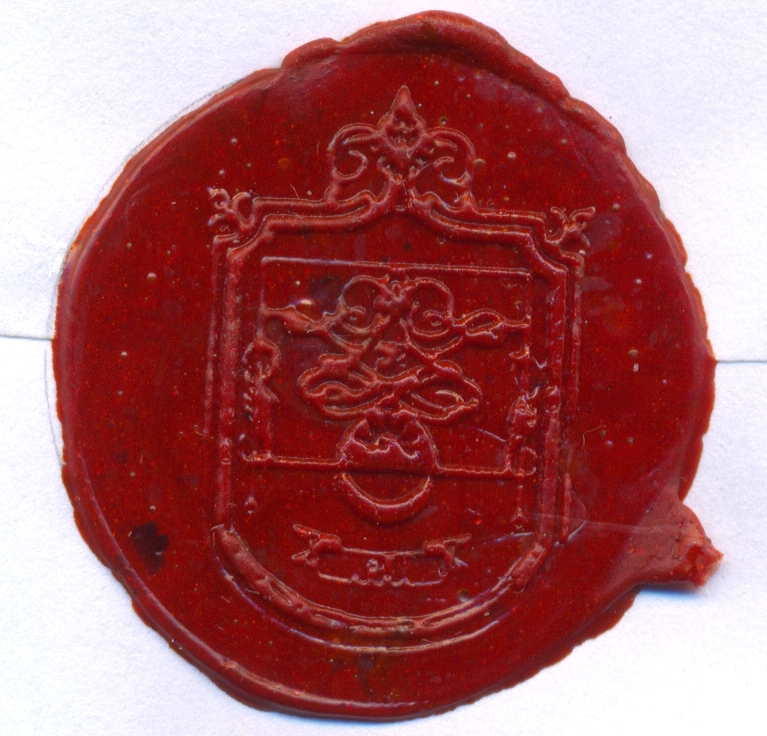
Сургучева печатка на конверті (один з мексиканських фамільних гербів)